# Angelic de Grimoard
Angelic de Grimoard (ur. ok. 1315/20 w Grisac koło Mende, zm. 13 kwietnia 1388 w Awinionie) – francuski kardynał. Brat papieża Urbana V.

## Życiorys
W młodości wstąpił do zakonu kanoników regularnych św. Augustyna w opactwie Saint Ruf koło Valence. W 1357 został audytorem Roty Rzymskiej, a w 1358 przeorem Saint-Pierre-de-Dieu. W 1362 jego brata Guillaume de Grimoard wybrano na papieża Urbana V, dzięki czemu szybko awansował w kościelnej hierarchii. 12 grudnia 1362 został biskupem Awinionu, 17 września 1366 – kardynałem prezbiterem San Pietro in Vincoli, a 18 września 1367 – kardynałem biskupem Albano. W 1368 mianowany legatem i wikariuszem papieskim we Włoszech, sprawował tę funkcję także po opuszczeniu Rzymu przez papieża na początku 1370, wskutek czego nie uczestniczył w konklawe 1370. Archiprezbiter bazyliki laterańskiej od 1370. Dziekan Świętego Kolegium Kardynałów od listopada 1373. Nie towarzyszył Grzegorzowi XI w drodze powrotnej do Rzymu w 1377. Przez cały rok 1378 przebywał w Awinionie; początkowo uznał wybór Urbana VI, później jednak przyłączył się do obediencji antypapieża Klemensa VII, w której pozostał aż do śmierci.
Angelic de Grimoard był autorem wielu muzycznych kompozycji liturgicznych oraz fundatorem klasztorów w Apt, Awinionie i Montpellier. Pochowano go w klasztorze St.-Ruf w Valence, zgodnie z jego wolą.